# Leslee Udwin
Leslee Udwin, née en 1957 à Savyon (en), est une cinéaste britannique, productrice, féministe et militante des droits de l'homme.

## Biographie
Originaire d’Israël, Leslee Udwin grandit au sein d’une famille juive européenne avec des racines en Angleterre, en Allemagne et en Lituanie. À l'âge de neuf ans, elle s’installe avec sa famille en Afrique du Sud, où elle passe les dix années suivantes. Élevée dans la pure tradition du judaïsme, elle émet des doutes quant à son éducation religieuse dès l’âge de treize ans et en particulier contre la prière du matin appelée Sha'harit, dans laquelle des hommes disent : « Je remercie Dieu de ne pas avoir été une femme »,.
Son père souhaite la voir emprunter une carrière d’avocate. Passionnée de théâtre, Leslee Udwin enchaîne les petits boulots en parallèle de son cursus universitaire afin de payer ses cours d’interprétation. Lors de sa première année à l’université, elle est victime d’un viol, un traumatisme qu’elle passe alors sous silence.
Elle vit et travaille à Londres, lorsqu'elle n'est pas affectée au Danemark ou en Inde.

## Carrière professionnelle
Leslee Udwin commence sa carrière d’actrice au Space Theatre de Cape Town, l'un des deux seuls théâtres intégrés et multiculturels d'Afrique du Sud. Elle se produit dans les pièces la Duchess of Malfi de John Webster et Hitting Town de Stephen Poliakoff. Ne souhaitant pas travailler dans les théâtres uniquement réservés aux blancs, ses possibilités de travail en Afrique du Sud se retrouvent limitées. Elle déménage alors pour Londres à l’âge de vingt et un ans. La comédienne enchaîne les pièces à la Royal Court Theatre, au Théâtre National, à la Royal Shakespeare Company ou à Cheek By Jowl en interprétant des rôles tels que Lady Macbeth, Isobel dans The Mayor of Zalamea, Masha dans Three Sisters ou Nora dans A Doll House.
En 1980, elle apparaît pour la première fois à la télévision dans The Merchant of Venice, une des productions de la BBC consacrée à l’œuvre de William Shakespeare.
Après dix ans de carrière en tant qu’actrice, Leslee Udwin décide de s’atteler à la réalisation et à la production de ses propres projets. En 1989, elle fonde sa société de production, Assassin Films. Ses productions incluent les films Sitting Targets (1989), East is East (1999), Mrs Ratcliffe's Revolution (2007) ou West is West (2010).
En 2015, Leslee Udwin signe le film documentaire India's Daughter. La réalisatrice s’empare de l'affaire du viol collectif et du meurtre de Jyoti Singh, une jeune étudiante indienne assassinée devant son compagnon, le 29 décembre 2012. Médiatisé et condamné par la société indienne et la communauté internationale, ce crime déclenche de vives protestations publiques envers le gouvernement indien accusé de ne pas fournir une protection suffisante aux femmes. India's Daughter retrace l'affaire du viol collectif en s’appuyant sur les témoignages des proches de la victime et de ceux des agresseurs interviewés sur leur lieu d'incarcération,. Le film remporte 32 prix dont le Peabody Award du meilleur documentaire et le Prix international du meilleur documentaire d'Amnesty International et est à l'origine d'un mouvement mondial pour mettre fin à la violence contre les femmes,,.

## Engagements
En 1989, Leslee Udwin porte plainte devant la Haute Cour de Justice d'Angleterre contre Nicholas van Hoogstraten, dont elle dénonce le harcèlement exercé sur sa personne et celles de ses colocataires dans leur immeuble à l'ouest de Londres. Elle obtient finalement gain de cause après plus de deux années de procédures juridiques. Ce combat personnel est retranscrit dans le documentaire Sitting Targets diffusé dans l'émission Screen Two de la BBC. Il s’agit de sa première expérience derrière la caméra. Pour la cinéaste, il est important que cette histoire puisse inspirer d’autres femmes victimes de violences à se saisir de la justice.
En tant que cinéaste et productrice, Leslee Udwin participe principalement à des films engagés dont les retombées ont, pour certains, contribué à de réelles prises de consciences. En 1990, le long métrage Who Bombed Birmingham ? de Michael Beckham produit pour HBO et Granada TV, a directement mené à la libération des « Birmingham Six » après 17 ans d'emprisonnement injustifié, provoquant la colère de Margaret Thatcher au lendemain de sa diffusion. En 2000, East is East, récompensé du Alexander Korda Award pour le meilleur film britannique lors des BAFTA, a largement contribué à promouvoir la tolérance et la célébration de la diversité entre les communautés asiatiques et britanniques. Il devient un film référence enseigné dans les écoles à travers l'Europe.
Après plus de deux ans d’investigation en Inde pour le tournage de India's Daughter, Leslee Udwin participe au lancement de l'initiative d'éducation globale sans but lucratif ThinkEqual au Royaume-Uni et aux États-Unis, dont elle devient la responsable.

## Controverses
En 2015, India's Daughter est interdit de diffusion par le gouvernement indien à la suite de la mobilisation d'un certain nombre de féministes indiennes, y compris Indira Jaisingh, Urvashi Bhutalia, Devaki Jain, Vrinder Grover et Kavita Krishnan,. Le gouvernement du Bharatiya Janata Party (BJP) accuse Leslee Udwin de conspiration afin de nuire à l’image de l'Inde et décimer son industrie touristique. À travers la série de statistiques énumérées à la fin du documentaire, la cinéaste souhaite attirer l'attention sur le fait que la violence contre les femmes et les filles est une pandémie mondiale à laquelle aucun pays n'est à l'abri. Pour elle, cette interdiction est liée à une réticence nationaliste qui vise à se détourner des problèmes réels de sa population et à ne pas prendre des mesures concrètes contre ces violences,,.

## Reconnaissance
En 2015, Leslee Udwin est qualifiée par le New York Times comme la seconde femme la plus influente derrière Hillary Clinton. La même année, elle est lauréate prix Anna Lindh pour ses actions dans le soutien des droits humains. Elle a également été nommée Global's Safe Hero 2015 et Global Thinker par le magazine américain Foreign Policy,.

## Filmographie

### Comme actrice à la télévision
- 1980 : The Merchant of Venice de Jack Gold : Jessica
- 1981 : The Gentle Touch de Terence Feely : Annie
- 1985 : Flucht ohne Ende de Michael Kehlmann : Alja
- 1987 : London Embassy : Gretchen Dassay
- 1989 : Screen Two : Vikki
- 1989 : Shadow of the Noose : Henriette Marshall Hall / Henriette Kroeger
- 1990 : Alleyn Mysteries : Katti Bostock
- 1990 : Forgotten Prisoners : The Amnesty Files de Robert Greenwald : Nuray Azim
- 1992 - 1993 : Eldorado de Tony Holland : Joy Slater
- 1996 : In Suspicious Circumstances : Ottilie Meissonier
- 1997 : The Bill de Geoff McQueen : Val Rosen

### Comme productrice
- 1994 : In Suspicious Circumstances (Série télévisée)  - The Boaster (1994)   - Death Scene (1994)  - The Man Who Melted Away (1994)  - Poisoned Whispers (1994)
- 1999 : Fish & Chips (East Is East) de Damien O'Donnell
- 2002 : The One and Only de Simon Cellan Jones
- 2007 : Mrs. Ratcliffe's Revolution de Bille Eltringham
- 2010 : West Is West de Andy De Emmony
- 2015 : India's Daughter de Leslee Udwin

### Comme réalisatrice
- 2015 : India's Daughter

## Distinctions
- Productrice britannique de l'année avec East Is East, London Critics Circle Film Awards, 2000
- Anna Lindh Human Rights Prize, 2015
- Global’s Safe Hero et Global Thinker, Foreign Policy, 2015